# Ellen Mary Patrick Downing
Ellen Mary Patrick Downing (19 de marzo de 1828 – 27 de enero de 1869) conocida como Mary of the Nation (María de la Nación) y también E. M. P. D., fue una nacionalista, poeta, monja irlandesa. Fue una de las tres principales poetas de nacionalidad irlandesa.

## Biografía
Aborigen de Cork, en 1828, era hija de un médico residente en el "Hospital Cork Fever". Escribió para The Nation, presentando más de 40 poemas que se publicaron y convirtiéndose en una de las mejores poetas que representaron el nacionalismo irlandés. 
Se dedicó a escribir para la revista United Irishman hasta que fue suprimida por el Ley de delito de traición 1848. Fue miembro de la Sociedad Histórica de Cork, que es donde se reunió Joseph Brenan, del movimiento político y cultural Young Irelander, con quien se comprometió. Después de decepcionarse en el amor, se fue al Convento Presentación del Norte el 14 de octubre de 1849. Su nuevo nombre fue Hermana María Alfonso. Sin embargo, su mala salud significó que no se quedó en el convento, pero viviendo en su propia casa, aunque quedando como hermana laica. Más tarde se unió a la Tercera Orden de Santo Domingo.
George Russell la llamaba santa y señaló que era muy solicitada como una maestra religiosa.

## Obra

### Colecciones de poesía
- Voices of the Heart, ed. Most Rev. J. P. Leahy, Bishop of Dromore, Dublin 1868; ed. ampliada, 1880;

- Novenas and Meditations, Leahy ed. Dublin 1879;

- Poems for Children Dublín 1881.

## Literatura
- Young Ireland and the Writing of Irish History  James Quinn

- Brigitte Anton, ‘Women of The Nation’. History Ireland 1 (3) (1993)

- The Field Day Anthology of Irish Writing, v. 5, Angela Bourke, NYU Press, 2002, 3201 p.

- Out of what Began: A History of Irish Poetry in English. Gregory A. Schirmer, Cornell University Press, 1998, 426 p.

- Irish Women Writers: An A-to-Z Guide.

- Alexander G. Gonzalez. Greenwood Publishing Group, 2006, 348 p.

- The Irish Monthly 6 (1878): 459-465